# Al-Idrisi
Al-Idrisi (1100-1165 ), (latin Dreses) hans fulde navn var Abu Abd Allah Muhammad al-Idrisi (arabisk: أبو عبد الله محمد الإدريسي) var en arabisk kartograf, geograf, botaniker og rejsende som levede på Sicilien ved hoffet hos kong Roger 2. af Sicilien. Muhammad al-Idrisi blev født i Ceuta i Nordafrika, den gang tilhørende det almoravidiske rige, og han døde på Sicilien.
I 1154 fremstillede al-Idrisi et større syd-orienteret mappa mundi (verdenskort), kendt som Tabula Rogeriana, og en medfølgende bog, som kaldes Geografi. Sammen blev disse kaldt for Nuzhat al-Mushtak af Roger, eller Kitab Rudjar (Rogers bog) af al-Idrisi.
En anden, udvidet udgave blev produceret i 1161 med den specielle titel Menneskehedens have og sjælenes forlystelse, men alle kopier af denne udgave er gået tabt. En forkortet udgave af denne version, kaldt Glædernes have – men normalt oversat til Lille Idrisi – blev udgivet i 1192.
Bogen er ikke en perfekt historisk kilde, eftersom al-Idrisi støttede sig til andre kilder. Når han f.eks. skriver om Polen, har han forvekslet landet med det landområde som er dagens Tjekkiet, da han beskrev det som «et land omgivet af bjerge».